# Marshall Burns Lloyd

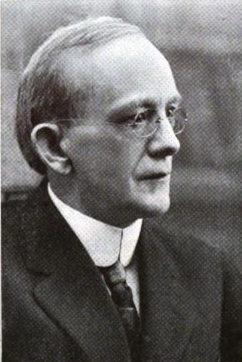
Marshall B. Lloyd

Marshall Burns Lloyd (* 10. März 1858 in St. Paul (Minnesota); † 10. August 1927 in Menominee (Michigan)) war ein US-amerikanischer Erfinder und Unternehmer. Auf Lloyd geht eine Vielzahl fertigungs- und textiltechnischer Erfindungen zurück, insbesondere die Erfindung des Lloyd-Loom-Gewebes.

## Leben und Wirken
Lloyd war ein Sohn von John Lloyd und seiner Frau Margaret, geb. Conmee. John Lloyd war 1832 aus England nach Kanada ausgewandert und in den 1850er Jahren mit seiner Frau in das US-amerikanische St. Paul (Minnesota) übergesiedelt, wo Marshall B. Lloyd 1858 geboren wurde. Noch in Lloyds Kindheit kehrte die Familie nach Kanada zurück, wo der Vater in Meaford (Ontario) an der Georgian Bay eine Farm und ein Sägewerk für Schindeln („shingle mill“) betrieb.
Nach einer kurzen Schullaufbahn begann Lloyd mit fünfzehn Jahren in einem Dorfladen zu arbeiten. Kurz darauf machte er sich selbstständig, indem er von Tür zu Tür ging und Fisch verkaufte. Mit Sechzehn ging er alleine nach Toronto, um in einem Lebensmittelgeschäft zu arbeiten und außerdem mit Seife zu hausieren. Mit Achtzehn wurde er Postzusteller; dann schloss er sich einem Siedlertreck und Immobilienhändlern auf dem Weg nach Winnipeg an. Seinen Lebensunterhalt bestritt er dort als Kellner. Dank kluger Immobiliengeschäfte schaffte er es binnen weniger Monate, mit kleinem finanziellen Einsatz mehrere tausend Dollar zu erlösen, wovon er in Grafton (North Dakota) eine Farm kaufte und seine Eltern und Geschwister dorthin brachte. Nachdem er entdeckt hatte, dass Landwirtschaft ihm nicht lag, ging Lloyd nach St. Thomas (North Dakota), wo er in der Versicherungsbranche arbeitete.
In dieser Zeit ließ er sich eine Waage patentieren, die er für landwirtschaftliche Zwecke entwickelt hatte. Anschließend unternahm er es, dieses Gerät in St. Thomas zu produzieren. Die dafür errichtete Manufaktur – und damit Lloyds ganzes Vermögen – zerstörte jedoch ein Feuer völlig. In der Hoffnung auf einen neuen Anfang ging er nach Minnesota, wo er zunächst den Plan hegte, die Manufaktur mittels eines Kredits wieder aufzubauen. Da dies jedoch scheiterte, begann er Schuhe zu verkaufen. Zugleich beschäftigte er sich mit weiteren Erfindungen. So entwickelte er eine Maschine, die Draht für Fußmatten und Tischuntersetzer weben konnte. Diese Maschine ließ er sich patentieren. Der Verkauf des entsprechenden Nutzungsrechts trug ihm einen Firmenanteil an der C. O. White Manufacturing Company in Minneapolis ein. Sodann erfand er eine Maschine, die Draht zu Bauteilen von Federkern-Matratzen verweben konnte. Das Geld, das er aus dieser Erfindung durch Verkauf der Nutzungsrechte in Nordamerika, nach Europa, Australien, Neuseeland und Südafrika erlöste, verwandte er im Jahre 1900 zum Kauf der C. O. White Manufacturing Company und zur Gründung der Lloyd Manufacturing Company. Diese Firma und ihre Fabrik wurden zunächst in Minneapolis und ab 1907 in Menominee (Michigan) betrieben. Dort perfektionierte er eine Maschine für Drahtspeichenräder von Kinderwagen. Dann erfand er eine Maschine, die aus Stahlbändern dünne Rohre fabrizierte, danach die Lloyd-Loom-Maschine, die Matten aus Papiergarn mit der Anmutung von Flechtwerk weben konnte. Ferner entwickelte er ein Verfahren, in dem diese Matten auf Gestelle aufgespannt wurden, etwa auf das Chassis eines Kinderwagens oder auf die Konstruktion eines Sitzmöbels. Die von Lloyd entwickelten Kinderwagen waren ein großer Verkaufserfolg und machten ihn landesweit als „baby carriage king“ bekannt. An seinem Lebensende war seine Firma die größte Kinderwagen-Herstellerin der Welt.
Neben seinen Aktivitäten in verschiedenen von ihm gegründeten Fabrikationsbetrieben initiierte Lloyd wenige Jahre vor seinem Tod eine Einkaufsgenossenschaft und ein Stadttheater in Menominee. Von 1913 bis 1917 war er als Kandidat der Republikanischen Partei Bürgermeister dieser Stadt.
Aus Lloyds drei Ehen gingen keine Kinder hervor. Seine letzte Ehefrau, Henriette Hammer Pollen aus Orange (New Jersey), überlebte ihn.